# Ranitomeya duellmani
Ranitomeya duellmani är en groddjursart som först beskrevs av Schulte 1999.  Ranitomeya duellmani ingår i släktet Ranitomeya och familjen pilgiftsgrodor. IUCN kategoriserar arten globalt som livskraftig. Inga underarter finns listade i Catalogue of Life.